# 松花江上 (1947年电影)
松花江上，1947年中国电影，由金山导演，张瑞芳、浦克、朱文顺主演。

## 拍摄背景
1945年8月，随着日本的无条件投降，满洲国覆灭，大型制片厂满洲映画协会也宣告垮台，遗留下来一大批摄影及整套制片生产设备，成为国共两党争夺的目标。中共接收满映后将部分设备迁出，1946年，国民政府委派金山到长春接收满映，筹建长春电影制片厂，并出任厂长。1947年，金山利用接收的器材设备编导、拍摄了影片《松花江上》。